# Wohn- und Wirtschaftsgebäude Bornberger Straße 7
Das Wohn- und Wirtschaftsgebäude Bornberger Straße 7 am nördlichen Dorfrand im Bereich der Ostewiesen in der niedersächsischen Gemeinde Hechthausen-Klint, Samtgemeinde Hemmoor, im Landkreis Cuxhaven, stammt vom Ende des 18. Jahrhunderts.
Aktuell (2024) wird es als Wohnhaus und gewerblich genutzt.
Das Gebäude steht unter Denkmalschutz (siehe auch Liste der Baudenkmale in Hechthausen).

## Geschichte und Beschreibung
Hechthausen wurde 1233 als Hekethusen zum ersten Mal erwähnt. Adelsfamilien besaßen hier mehrere Rittergüter. Das südwestliche Dorf Klint wurde 1353 erstmals erwähnt (Klinte tho Borchholte) und gehört seit 1972 zu Hechthausen.
Das eingeschossige giebelständige kleine Gebäude als Zweiständer-Hallenhaus in Fachwerk mit Steinausfachungen, mit reetgedecktem Sattel- bzw. Walmdach mit Fledermausgaube und Uhlenloch sowie der Grooten Door mit Korbbogen wurde 1785 (Inschrift) als Kleinbauernstelle gebaut. Der Wohntrakt wurde verlängert und der Wohngiebel massiv erneuert. Ein kleiner, jüngerer Anbau entstand an der Nordtraufe.
Das Landesdenkmalamt befand u. a.: „… ortsgeschichtlicher, gebäudetypischer und straßen- wie landschaftsbildprägender Zeugniswert …“